# Träsmak (musikalbum)
Träsmak är ett musikalbum av Galenskaparna och After Shave från 1985 som givits ut på kassettband, LP- och CD-skiva.
Medverkar gör Knut Agnred, Per Fritzell och Peter Rangmar från After Shave samt Anders Eriksson, Claes Eriksson och Kerstin Granlund från Galenskaparna. Jan Rippe valde att ta upp sina gamla Chalmersstudier under just den här tiden. 
Alla texter och originalmusik är skriven av Claes Eriksson där ej annat anges. Regisserade gjorde man kollektivt under pseudonymen Okvin.  Arrangörer av musik var bland annat Charles Falk, som även spelar piano, Curt-Eric Holmquist och Knut Agnred.

## Låtförteckning
1. Livet är en film - After Shave, Galenskaparna
2. Jasså, ni sitter kvar? - Claes
3. Säng, säng, säng - Anders, After Shave, Kerstin
4. Förbudsdepartementet - Galenskaparna
5. Döva öron - After Shave, Kerstin
6. En stund på isen - Anders, Claes (After Shave, Kerstin)
7. Borås, Borås - After Shave (text: Knut Agnred, Per Fritzell, Peter Rangmar, Jan Rippe)
8. Bilen lämnas - Claes, Anders
9. Diggiloo Diggiley - After Shave (Anders)
10. Nyheterna - Kerstin (Anders)
11. Tvättställ - Knut (Kerstin)
12. Lokalradion - Claes, After Shave, Kerstin (Anders)
13. För operettvänner - Kerstin, Per (Anders) (text o musik: Knut Agnred)
14. Radio RRKD - After shave, Claes
15. Sportradio i duschen - Claes, Kerstin, After Shave (Anders)
16. Fel på radion - Knut, Anders (manus: Knut Agnred)
17. Man ska va' snäll - Knut, Kerstin (Anders)
18. Bilen hämtas Anders, Claes
19. Den härliga smaken av trä - After Shave, Galenskaparna